# Stone Cold Crazy
A Stone Cold Crazy a nyolcadik dal a brit Queen rockegyüttes 1974-es Sheer Heart Attack albumán. Eredetileg Freddie Mercury énekes írta 1969 körül, amikor még a Wreckage nevű együttes tagja volt. A frissen alakuló Queen 1970. június 27-én, még John Deacon basszusgitáros csatlakozása előtt, ezzel a dallal kezdte a legelső koncertjét. Az elkövetkezendő években rendszeresen játszották a koncerteken, és mire 1974-ben felvették, annyit változtattak rajta közösen, hogy végül mind a négyüket szerzőnek jelölték.
Egyike az együttes legkeményebb és leggyorsabb dalainak. Donal Guarisco így írt róla az AllMusic weboldalán: „a gépfegyver gyorsaságú narratíva párra talál a hasonlóan gyors ritmusú dallammal, és hiperaktív versszakokkal lép frigyre, amelyek ide-oda pattognak a pár akkordos, szaggatott stílusú, lélegzetelállító kórus mentén.” Sok kritikus szerint a speed és thrash metal stílus egyik legelső képviselője volt.
A dalszövegben az énekes az álmáról beszél, amelyben ő Al Capone, és az utcán az emberekre lövöldöz a gumifegyverével. Brian May 1998-ban a Guitar Worldben beszélt a dalban használt gitárbeállításról: „Egy másik kedvenc kombinációm volt, amikor az érintőlap felőli hangszedő eltérő fázisban dolgozott a legutolsó hangszedővel (a középső ki volt kapcsolva). Ez a beállítás erősíti a magas hangokat, és kihangsúlyozza klasszikus Telecaster-típusú ropogást. A »Stone Cold Crazy« nagy részében ezt használtam.”
2009-ben a VH1 zenei televíziócsatorna „100 Greatest Hard Rock Songs” című műsorában a harmincnyolcadik helyre sorolták a legjobb rockdalok között. A kritikusok általában dicsérték a keménységét és lendületét, a Los Angeles Times szerint „a heavy metal nirvána állapotába” juttatja a hallgatót, a Circus főleg Deacon „komplex és egységes“ basszusjátékát méltatta.
1970 és 1977 között rendszeresen játszották a koncerteken, majd az 1984-es The Works turné állomásain is előadták. Az 1974. november 20-i Rainbow Theatre-ben készült koncertfilmen is szerepelt, ez 1992-ben Live at the Rainbow címen jelent meg, kizárólag a Box of Tricks díszdobozos kiadvány részeként. Ez a verzió az 1989-es „The Miracle” kislemez B-oldalára is felkerült. Az 1992-es Freddie Mercury emlékkoncerten a Queen túlélő tagjai James Hetfield társaságában adták elő.
1990-ben a Metallica az Elektra kiadó megalapításának negyvenedik évfordulóját ünneplő Rubáiyát válogatásalbumra dolgozta át a dalt. A szöveget kissé megváltoztatták, elhangzott benne a „fuck” káromkodás, és a humoros részeket erőszakosra cserélték: a Queen eredetijében az énekes vízipisztollyal lőtt az emberekre, a Metallica változatában csőre töltött gépfegyverrel. 1991-ben az „Enter Sandman” kislemezük B oldalára is feltették, és ugyanabban az évben Grammy-díjat nyertek vele a „legjobb metal előadás” kategóriában. A Metallica albumot követő, 1991 és 1993 között zajló turnéjukon rendszeresen játszották, ez a változat később több koncertlemezükön is megjelent. Ugyancsak 1991-ben Trent Reznor egy promóciós kislemezre újrakeverte.

## Közreműködők
- Ének: Freddie Mercury
- Háttérvokál: Freddie Mercury

Hangszerek:
- Roger Taylor: dob
- John Deacon: basszusgitár
- Brian May: elektromos gitár